# Stanisław Czaykowski
Stanisław Czaykowski, za granicą znany również jako Stanislas Czaykowski oraz Stanislaus Czaykowsky (ur. 10 czerwca 1899 w Hadze w Holandii, zm. 10 września 1933 w Monzy we Włoszech) – polsko-francuski kierowca wyścigowy, hrabia.

## Życiorys
Jego rodzice byli arystokratami. W 1914 roku rodzina Czaykowskich przeprowadziła się do Paryża. Rok później Stanisław Czaykowski uzyskał francuskie obywatelstwo. W trakcie I wojny światowej służył jako ochotnik w piechocie francuskiej. Po wojnie prowadził interesy w Wielkiej Brytanii, dzięki czemu zarobił dużo pieniędzy. Pozwoliło mu to na debiut w wyścigach samochodowych w 1929 roku, w wyścigu Grand Prix Comminges za kierownicą Bugatti T37A. W czerwcu 1930 roku zakupił ośmiocylindrowy Bugatti T35C. Pierwszy jego poważny sukces nastąpił w roku 1931, kiedy to jadąc tym modelem wygrał niezaliczane do mistrzostw Grand Prix Casablanki. Po zawodach tych w Bugatti T54 ustanowił w AVUS rekord prędkości na poziomie 213,842 km/h. W kwietniu zakupił model T51. W tym samym roku zajął drugie miejsca w Grand Prix Dieppe i Grand Prix Comminges, a trzecie w Grand Prix de la Marne, Monzy i Brignoles. W sezonie 1932 wygrał Grand Prix Prowansji, a trzecie miejsca zajął w Grand Prix Nîmes i Casablanki.
W sezonie 1933 wygrał British Empire Trophy na Bugatti T54. Drugie miejsce zajął w wyścigu na torze AVUS, a trzecie w Dieppe. 10 września zginął w wyścigu na Monzy. W tym samym wyścigu zginęli Baconin Borzacchini oraz Giuseppe Campari.
Poza wyścigami Grand Prix Czaykowski w latach 1932–1933 brał udział w wyścigu 24h Le Mans, ale nie ukończył żadnego z nich.

## Wyniki w Grandes Épreuves
| Legenda oznaczeń w tabelach wyników Wyświetl szablon na nowej stronie | Legenda oznaczeń w tabelach wyników Wyświetl szablon na nowej stronie                                                                     |
| Oznaczenie                                                            | Wyjaśnienie |
| --------------------------------------------------------------------- | --- |
| Złoty                                                                 | Zwycięzca lub mistrzostwo |
| Srebrny                                                               | 2. miejsce lub wicemistrzostwo |
| Brązowy                                                               | 3. miejsce lub II wicemistrzostwo |
| Zielony                                                               | Ukończył, punktował (w klasyfikacji generalnej, gdy zdobył co najmniej jeden punkt na przestrzeni sezonu, poza trzema powyższymi opcjami) |
| Niebieski                                                             | Ukończył, nie punktował (w klasyfikacji generalnej, gdy nie zdobył co najmniej jednego punktu na przestrzeni sezonu)                      |
| Czerwony                                                              | Nie zakwalifikował się (NZ) |
| Czerwony                                                              | Nie prekwalifikował się (NPK) |
| Różowy                                                                | Nie ukończył (NU) |
| Różowy                                                                | Niesklasyfikowany (NS) (w klasyfikacji generalnej, gdy nie został sklasyfikowany w żadnym wyścigu sezonu)                                 |
| Czarny                                                                | Zdyskwalifikowany (DK) |
| Czarny                                                                | Wykluczony (WYK/EX) |
| Biały                                                                 | Nie wystartował (NW) |
| Biały                                                                 | Kontuzjowany (K/INJ) |
| Biały                                                                 | Wyścig odwołany (OD/C) |
| Bez koloru                                                            | Został wycofany (WYC/WD) |
| Bez koloru                                                            | Nie przybył (NP/DNA) |
| Bez koloru                                                            | Nie brał udziału w treningach (NT/DNP) |
| Bez koloru                                                            | Nie został zgłoszony (–) |
| Pogrubienie                                                           | Start z pole position |
| Kursywa                                                               | Najszybsze okrążenie wyścigu |
| †                                                                     | Nie ukończył, ale jego rezultat został zaliczony ze względu na przejechanie więcej niż 90% dystansu wyścigu.                              |
| *                                                                     | Sezon w trakcie |
| 1/2/3                                                                 | Punktowana pozycja w sprincie kwalifikacyjnym                                                                                             |
| Lista systemów punktacji Formuły 1                                    | |

| Rok  | Samochód     | Wyniki w poszczególnych eliminacjach | Wyniki w poszczególnych eliminacjach | Wyniki w poszczególnych eliminacjach | Wyniki w poszczególnych eliminacjach | Wyniki w poszczególnych eliminacjach |
| ---- | ------------ | ------------------------------------ | ------------------------------------ | ------------------------------------ | ------------------------------------ | ------------------------------------ |
| 1930 | Bugatti T35C | 500                                  | BEL                                  | FRA 4                                |                                      |                                      |
| 1933 | Bugatti T54  | MCO                                  | FRA NU                               | BEL                                  | ITA NS                               | ESP                                  |

## Wyniki wyścigów
na żółto zaznaczone – Grandes Épreuves
| Wyścig                    | Nr   | Samochód Zespół            | Poz. Start. | Pozycja | Komentarz                                     | Źródło |
| 1930                      | 1930 | 1930                       | 1930        | 1930    | 1930                                          | 1930   |
| ------------------------- | ---- | -------------------------- | ----------- | ------- | --------------------------------------------- | ------ |
| Orkążenie d’Esterel Plage | -    | Bugatti T37A               | ?           | 4       |                                               |        |
| Grand Prix Oranu          | -    | Bugatti T35C               | ?           | NU      | Tłok                                          |        |
| Grand Prix Lyonu          | 6    | Bugatti T37A               | ?           | 4       |                                               |        |
| Grand Prix la Marne       | 20   | Bugatti T37A               | NS          | NS      |                                               |        |
| Grand Prix Francji        | 6    | ?                          | ?           | 4       |                                               |        |
| 1931                      |      |                            |             |         |                                               |        |
| Grand Prix Tunezji        | 2    | Bugatti T35C A. E. Bugatti | 1*          | 6       |                                               |        |
| Grand Prix Monako         | 30   | Bugatti T35 A. E. Bugatti  | 21          | 9       |                                               |        |
| Grand Prix Casablanki     | ?    | Bugatti T51 A. E. Bugatti  | ?           | 1       | Najszybsze okrążenie                          |        |
| Grand Prix Genewy         | -    | Bugatti T51 A. E. Bugatti  | ?           | NU      |                                               |        |
| Grand Prix la Marne       | 11   | Bugatti T51 A. E. Bugatti  | ?           | 3       |                                               |        |
| Grand Prix Monzy          | 22   | Bugatti T35C               | NZ          | NZ      |                                               |        |
| 1932                      |      |                            |             |         |                                               |        |
| Grand Prix Tunezji        | 12   | Bugatti T51 A. E. Bugatti  | 6*          | 5       |                                               |        |
| Grand Prix Monako         | 18   | Bugatti T51 A. E. Bugatti  | 6           | NU      | Skrzynia biegów                               |        |
| Grand Prix Rzymu          | 22   | Bugatti T35C A. E. Bugatti | ?           | 5       |                                               |        |
| Grand Prix Oranu          | 29   | Bugatti T51                | NS          | NS      | Nie przybył – wyścig w Rzymie                 |        |
| Grand Prix Prowansji      | 52   | Bugatti T35B?              | ?           | 1       |                                               |        |
| Grand Prix Nîmes          | 18   | Bugatti T51                | ?           | 3       |                                               |        |
| Grand Prix Casablanki     | -    | Bugatti T51                | 7           | 3       |                                               |        |
| Grand Prix Lotaryngii     | 8    | Bugatti T35C               | ?           | 3       |                                               |        |
| Grand Prix Dieppe         | 4    | Bugatti T35C               | ?           | 4       | Pierwsze miejsce w klasie słabszych aut       |        |
| Grand Prix Nicei          | -    | Bugatti T51                | NZ          | NZ      | Nie ukończył drugiego biegu                   |        |
| Grand Prix Comminges      | 60   | Bugatti T51C               | ?           | 1       | Wygrał w klasie słabszych aut (osobny wyścig) |        |
| 1933                      |      |                            |             |         |                                               |        |
| Grand Prix Pau            | 2    | Bugatti T51A               | 4           | NU      | tylna oś                                      |        |
| Grand Prix Tunezji        | ?    | Bugatti T51                | ?           | NU      | pompa oleju                                   |        |
| Avusrennen                | 33   | Bugatti T54                | 9           | 2       | Najszybsze okrążenie 5:17,8                   |        |
| Grand Prix Francji        | 22   | Bugatti T54                | 9           | NU      | skrzynia biegów                               |        |
| Grand Prix Penya Rhin     | 26   | Bugatti T54                | NS          | NS      | nie przybył ?                                 |        |
| British Empire Trophy     | 1    | Bugatti T54                | -           | 1       |                                               |        |
| Grand Prix Dieppe         | 56   | Bugatti T51C               | 17          | 3       |                                               |        |
| Grand Prix La Baule       | 12   | Bugatti T51C               | ?           | 5       |                                               |        |
| Grand Prix du Comminges   | 30   | Bugatti T54                | 7           | NU      | Opony                                         |        |
| Grand Prix Albi           | 2    | Bugatti T51                | 3           | NU      | ?                                             |        |
| Grand Prix Monzy          | 20   | Bugatti T54                | 4           | NU      | Wypadek                                       |        |
| Grand Prix Włoch          | 36   | Bugatti T54                | NS          | NS      | Śmiertelny wypadek w kwalifikacjach           |        |

* – start do wyścigu według numerów startowych

We wszystkich wyścigach gdzie nie jest wpisany zespół było to zgłoszenie prywatne.

### Wyniki w 24h Le Mans
| Rok  | Nr | Klasa | Zespół                      | Samochód         | Partner           | Pozycja |
| ---- | -- | ----- | --------------------------- | ---------------- | ----------------- | ------- |
| 1932 | 16 | 3.0   | Count Stanislaus Czaykowski | Bugatti Type 55  | Ernest Friederich | NU      |
| 1933 | 23 | 1.5   | Count Stanislaus Czaykowski | Bugatti Type 51A | Jean Gaupillat    | NU      |